# Konrad Fischer (Politiker, 1854)
Konrad Fischer (* 9. Oktober 1854 in Kronach; möglicherweise † 1893) war ein deutscher Buchdruckereibesitzer, Verleger und Mitglied des Deutschen Reichstags.

## Leben
Die biographischen Daten zur Person Konrad (auch: Conrad) Fischer sind „spärlich und widersprüchlich“. Er studierte in München und widmete sich dem Bayerischen Verkehrsdienst, den er am 1. März 1885 als Königlicher Revisor bei der Generaldirektion der Posten und Telegraphen verließ. Noch im März 1885 trat Fischer als Teilhaber in das Literarische Institut von M. Huttler ein, das unter anderem den Bayerischen Kurier, eine der Bayerischen Patriotenpartei nahestehende Zeitung, hielt. Nach Huttlers Tod im Dezember 1887 wurde Fischer Alleineigentümer des Bayerischen Kuriers. Im Jahr 1888 kaufte er zusätzlich das Münchener Fremdenblatt, 1890 noch den Bayerischen Volksboten. Schon im Oktober 1890 veräußerte er seine drei Zeitungen an den Verlag Manz in Regensburg.
Im Dezember 1887 wurde Fischer in das Münchener Gemeinde-Kollegium gewählt, wo er eine Reihe größerer Referate, insbesondere das über den alljährlichen Etat der Stadtgemeinde München gefertigt hat. Von 1890 bis 1893 war er Mitglied des Deutschen Reichstags für den Reichstagswahlkreis Oberbayern 5 (Wasserburg, Erding, Mühldorf) und die Deutsche Zentrumspartei.
Fischer war in der kurzen Zeit seines öffentlichen Wirkens einer der „exponiertesten Vertreter des linken, demokratischen Zentrumsflügels“. Neben seiner verlegerischen Tätigkeit trat er 1889, in der Endphase des Bayerischen Kulturkampfs, als Mitorganisator des ersten Bayerischen Katholikentages hervor.